# ارزش باروری (ژنتیک جمعیت)
ارزش باروری (به انگلیسی: Reproductive value) مفهومی در جمعیت‌شناسی و ژنتیک جمعیت است که نشان‌دهنده تعداد کودکان دختر با تخفیف است که از یک زن در یک سن خاص متولد می‌شوند. رونالد فیشر برای نخستین بار ارزش باروری را در کتاب خود در سال ۱۹۳۰ با عنوان نظریه ژنتیک انتخاب طبیعی تعریف کرد، جایی که او پیشنهاد کرد که فرزندان آینده با نرخ رشد جمعیت کاهش یابد. این بدان معناست که ارزش باروری جنسی سهم یک فرد در یک سن معین را در رشد آینده جمعیت اندازه‌گیری می‌کند.